# Nintendo Wi-Fi USB Connector

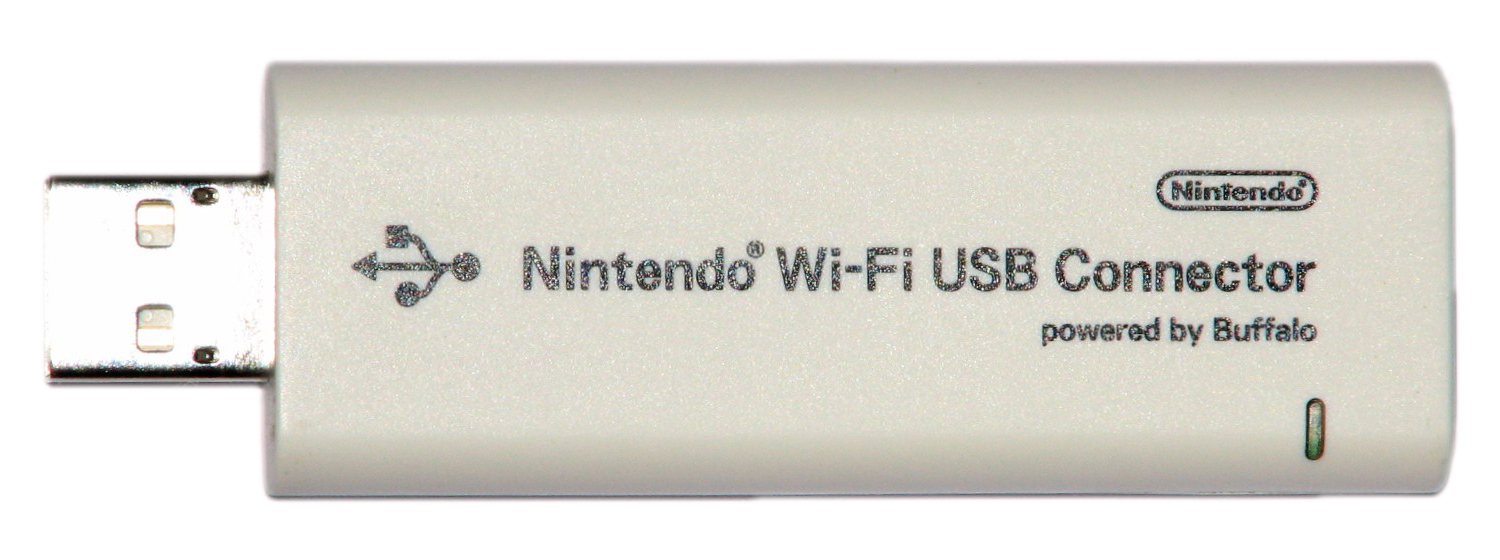
A Nintendo Wi-Fi USB Connector

A Nintendo Wi-Fi USB Connector egy tartozék, amit együttesen fejlesztett ki a Nintendo és Buffalo Technology, amivel Wi-Fi kapcsolat, vagy Wi-Fi hálózat összeköti a Nintendo DS, és a Wii felhasználókat, hogy szélessávon kapcsolódhassanak egymáshoz, PC-n keresztül.

## Használata
Egyszerűen be kell illeszteni a PC USB portjába, és így a Nintendo DS és Wii felhasználók csatlakozhatnak az internetre, hogy játékokat, és egyéb online funkciókat használhassanak. Ez a termék volt a legkelendőbb Nintendo tartozék 2007. november 15-étől, de abban a hónapban további közleményig már meg is szakították az eladásokat. Ennek az volt az oka, hogy sokan azért panaszkodtak, mert az internetkapcsolat nem volt túl jó.
A Nintendo 2008. szeptember 8-án bejelentette a Nintendo Wi-Fi Network Adaptert, egy vezeték nélküli eszközt, ami hasonló célokat szolgál.